# Parce qu'on vient de loin
Cet article concerne l'album. Pour la chanson, voir Parce qu'on vient de loin (chanson).
Albums de Corneille
Les Marchands de rêves
(2005)
Parce qu'on vient de loin est le premier album studio de Corneille, sorti le 10 septembre 2002. L'album est entièrement réalisé par Corneille.

## Liste des titres
| Parce qu'on vient de loin | Parce qu'on vient de loin                      | Parce qu'on vient de loin | Parce qu'on vient de loin | Parce qu'on vient de loin | Parce qu'on vient de loin | Parce qu'on vient de loin | Parce qu'on vient de loin | Parce qu'on vient de loin | Parce qu'on vient de loin |
| No                        | Titre                                          | Durée                     |                           |                           |                           |                           |                           |                           |                           |
| ------------------------- | ---------------------------------------------- | ------------------------- | ------------------------- | ------------------------- | ------------------------- | ------------------------- | ------------------------- | ------------------------- | ------------------------- |
| 1.                        | Seul au monde                                  | 4:46                      |                           |                           |                           |                           |                           |                           |                           |
| 2.                        | Terre                                          | 4:02                      |                           |                           |                           |                           |                           |                           |                           |
| 3.                        | Sans rancune                                   | 4:37                      |                           |                           |                           |                           |                           |                           |                           |
| 4.                        | Ça me va                                       | 3:39                      |                           |                           |                           |                           |                           |                           |                           |
| 5.                        | Rêves de star                                  | 4:32                      |                           |                           |                           |                           |                           |                           |                           |
| 6.                        | Avec classe                                    | 3:49                      |                           |                           |                           |                           |                           |                           |                           |
| 7.                        | Parce qu'on vient de loin                      | 3:54                      |                           |                           |                           |                           |                           |                           |                           |
| 8.                        | On regarde                                     | 3:57                      |                           |                           |                           |                           |                           |                           |                           |
| 9.                        | Tout va bien                                   | 3:54                      |                           |                           |                           |                           |                           |                           |                           |
| 10.                       | Ensemble                                       | 4:32                      |                           |                           |                           |                           |                           |                           |                           |
| 11.                       | Toi                                            | 4:25                      |                           |                           |                           |                           |                           |                           |                           |
| 12.                       | Va (On se verra)                               | 4:21                      |                           |                           |                           |                           |                           |                           |                           |
| 13.                       | Qu'est-ce que tu te fais ?                     | 5:03                      |                           |                           |                           |                           |                           |                           |                           |
| 14.                       | Comme un fils                                  | 4:41                      |                           |                           |                           |                           |                           |                           |                           |
| 15.                       | Parce qu'on vient de loin (version acoustique) | 4:40                      |                           |                           |                           |                           |                           |                           |                           |
| 16.                       | D'amour ou d'amitié                            | 4:10                      |                           |                           |                           |                           |                           |                           |                           |
| 60:08                     |                                                |                           |                           |                           |                           |                           |                           |                           |                           |

### Édition deluxe (2003)
Parce qu'on vient de loin (Édition deluxe) est la réédition, sortie en 2003, de l'album Parce qu'on vient de loin, avec quelques titres supplémentaires.
| 1.  | Seul au monde                                                                  | 4:46 |
| 2.  | Terre                                                                          | 4:02 |
| 3.  | Sans rancune                                                                   | 4:36 |
| 4.  | Ça me va                                                                       | 3:37 |
| 5.  | Rêves de star                                                                  | 4:30 |
| 6.  | Avec classe                                                                    | 3:47 |
| 7.  | Parce qu'on vient de loin                                                      | 3:52 |
| 8.  | On regarde                                                                     | 3:55 |
| 9.  | Tout va bien                                                                   | 3:52 |
| 10. | Ensemble                                                                       | 4:30 |
| 11. | Toi                                                                            | 4:23 |
| 12. | Va (On se verra)                                                               | 4:19 |
| 13. | Qu'est-ce que tu te fais ?                                                     | 5:01 |
| 14. | Comme un fils                                                                  | 4:39 |
| 15. | Laissez-nous vivre (titre bonus / extrait de Taxi 3 produit par Kore et Skalp) | 4:40 |
| 16. | Avec classe (Angel Dust Remix)                                                 | 3:49 |

| CD2   | CD2                                             | CD2   | CD2 | CD2 | CD2 | CD2 | CD2 | CD2 | CD2 |
| No    | Titre                                           | Durée |     |     |     |     |     |     |     |
| ----- | ----------------------------------------------- | ----- | --- | --- | --- | --- | --- | --- | --- |
| 1.    | Sans rancune (version acoustique)               | 4:56  |     |     |     |     |     |     |     |
| 2.    | Parce qu'on vient de loin (version acoustique)  | 4:01  |     |     |     |     |     |     |     |
| 3.    | Seul au monde (version acoustique)              | 4:34  |     |     |     |     |     |     |     |
| 4.    | Rêves de star (version acoustique)              | 4:55  |     |     |     |     |     |     |     |
| 5.    | Qu'est-ce que tu te fais ? (version acoustique) | 5:04  |     |     |     |     |     |     |     |
| 91:00 |                                                 |       |     |     |     |     |     |     |     |

Le second CD comprend aussi des bonus vidéo :
- Clip Avec classe ;
- Clip Ensemble ;
- Clip Rêves de star ;
- Making-of de Rêves de star.

## Classements et certifications

### Classements hebdomadaires
| Classement (2003-2005)       | Meilleure position |
| ---------------------------- | ------------------ |
| Belgique (Wallonie Ultratop) | 3                  |
| France (SNEP)                | 4                  |
| Suisse (Schweizer Hitparade) | 33                 |

### Certifications
| Région                                                                                                 | Certification | Ventes/Streams |
| --- | ------------- | -------------- |
| Canada (Music Canada)                                                                                  | Platine       | 100 000*       |
| *Ventes selon la certification ^Mise en rayon selon la certification xNon précisé par la certification |               |                |